# スーサイド・スクワッド
スーサイド・スクワッド（英: Suicide Squad）は、DCコミックスの出版するアメリカン・コミックスに登場する架空の組織、及びコミックのタイトル。正式名称はタスクフォースX（英: Task Force X）。

## 概要
第1バージョン（1959年）
"The Brave and the Bold #25"（1959年9月）で初登場した。
初期のチームは特殊能力を持たない人間で、政府に属しながら恐竜やモンスターと戦う組織として登場。リーダーはリック・フラッグ・Sr.
第2バージョン（1987年-）
"Legends #3"（1987年1月）で初登場した。このバージョンからヴィランを集めたチームとなっている。
初期メンバー：リック・フラッグ・Sr.、ブロンズタイガー、デッドショット、キャプテン・ブーメラン、エンチャントレス、ブロックバスター
現代のスーサイド・スクワッドは、スーパーヴィランを構成員とした米軍の特殊部隊。死刑や終身刑になって服役した犯罪者は恩赦や減刑と引き換えに、米国政府の否認する危険な軍事任務を引き受ける。逃亡を防止する目的で彼らにはリモコン爆弾を常に装備させられている
グループはアマンダ・ウォラーの下でベル・リーヴ刑務所から出動する。

## 書誌情報

### 翻訳版
- スーサイド・スクワッド：悪虐の狂宴 (THE NEW 52!)

2016年1月27日発売。 ISBN 978-4796875790
- スーサイド・スクワッド：バジリスク・ライジング (THE NEW 52!)

2016年8月24日発売。 ISBN 978-4796876131
- スーサイド・スクワッド：カタナ

2017年2月22日発売。ISBN 978-4796876520
- スーサイド・スクワッド：デッドショット

2017年2月22日発売。ISBN 978-4796876513
- スーサイド・スクワッド：ブラック・ヴォールト (DC Rebirth)

2017年10月11日発売。 ISBN 978-4796876902
- スーサイド・スクワッド：ゴーイング・セイン (DC Rebirth)

2018年3月7日発売 ISBN 978-4796877138
- ジャスティス・リーグ VS. スーサイド・スクワッド (DC Rebirth)

2018年3月22日発売 ISBN 978-4796877244
- スーサイド・スクワッド：バッド・ブラッド

2021年7月27日発売 ISBN 978-4796878524
- スーサイド・スクワッド：ゲット・ジョーカー！

2023年8月24日発売 ISBN 978-4796873635

### 原語版
| タイトル                                                | 発売日           | ISBN             |
| 1950年代の復刻版                                        | 1950年代の復刻版 | 1950年代の復刻版 |
| ------------------------------------------------------- | ---------------- | ---------------- |
| Suicide Squad: The Silver Age Omnibus                   | 2016年8月        | 978-1401263430   |
| Suicide Squad: The Silver Age                           | 2018年1月        | 978-1401275167   |
| 1980年代の復刻版                                        |                  |                  |
| Suicide Squad Vol.1: Trial by Fire                      | 2015年9月        | 978-1401258313   |
| Suicide Squad Vol.2: The Nightshade Odyssey             | 2015年12月       | 978-1401258337   |
| Suicide Squad Vol.3: Rogues                             | 2016年4月        | 978-1401260910   |
| Suicide Squad Vol.4: The Janus Directive                | 2016年7月        | 978-1401262617   |
| Suicide Squad Vol.5: Apokolips Now                      | 2016年12月       | 978-1401265427   |
| Suicide Squad Vol.6: The Phoenix Gambit                 | 2017年5月        | 978-1401269043   |
| Suicide Squad Vol.7: The Dragon's Hoard                 | 2017年12月       | 978-1401274573   |
| The New 52 (2012年-2014年)                              |                  |                  |
| Suicide Squad Vol.1: Kicked in the Teeth                | 2012年7月        | 978-1401235444   |
| Suicide Squad Vol.2: Basilisk Rising                    | 2013年2月        | 978-1401238445   |
| Suicide Squad Vol.3: Death is for Suckers               | 2013年10月       | 978-1401243166   |
| Suicide Squad Vol.4: Discipline and Punish              | 2014年5月        | 978-1401247010   |
| Suicide Squad Vol.5: Walled In                          | 2014年10月       | 978-1401250126   |
| The New 52 (2014年-2016年)                              |                  |                  |
| New Suicide Squad Vol.1: Pure Insanity                  | 2015年7月        | 978-1401252380   |
| New Suicide Squad Vol.2: Monsters                       | 2016年2月        | 978-1401261528   |
| New Suicide Squad Vol.3: Freedom                        | 2016年8月        | 978-1401262648   |
| New Suicide Squad Vol.4: Kill Anything                  | 2016年11月       | 978-1401270001   |
| DC Rebirth (2016年-2018年)                              |                  |                  |
| Suicide Squad Vol.1: The Black Vault                    | 2017年3月        | 978-1401269814   |
| Suicide Squad Vol.2: Going Sane                         | 2017年6月        | 978-1401270971   |
| Suicide Squad Vol.3: Burning Down The House             | 2017年9月        | 978-1401274221   |
| Suicide Squad Vol.4: Earthlings on Fire                 | 2017年12月       | 978-1401275396   |
| Suicide Squad Vol.5: Kill Your Darlings                 | 2018年4月        | 978-1401278809   |
| Suicide Squad Vol.6: The Secret History of Task Force X | 2018年7月        | 978-1401280987   |

## 映画
『スーサイド・スクワッド』 (2016年)
司令官/組織者
アマンダ・ウォラー
演 - ヴィオラ・デイヴィス | 日本語吹替 - 上村典子
メンバー
リック・フラッグ大佐
演 - ヨエル・キナマン | 日本語吹替 - 宮内敦士
ウォラーの命令に実行するスーサイド・スクワッドの指揮官。
タツ・ヤマシロ / カタナ
演 - 福原かれん | 日本語吹替 - 志田有彩
部隊に自ら志願した、リッグ・フラッグのボディーガード。
フロイド・ローソン / デッドショット
演 - ウィル・スミス | 日本語吹替 - 東地宏樹
ハーリーン・クインゼル / ハーレイ・クイン
演 - マーゴット・ロビー | 日本語吹替 - 東條加那子
リック・フラッグ大佐
演 - ヨエル・キナマン | 日本語吹替 - 宮内敦士
ディガー・ハークネス / キャプテン・ブーメラン
演 - ジェイ・コートニー | 日本語吹替 - 江川央生
チャト・サンタナ / エル・ディアブロ
演 - ジェイ・ヘルナンデス | 日本語吹替 - 佐藤せつじ
ウェイロン・ジョーンズ / キラークロック
演 - アドウェール・アキノエ＝アグバエ | 日本語吹替 - カズレーザー（メイプル超合金）
クリストファー・ワイス / スリップノット
演 - アダム・ビーチ | 日本語吹替 - 志村知幸
『ザ・スーサイド・スクワッド “極”悪党、集結』 (2021年)
司令官/組織者
アマンダ・ウォラー
演 - ヴィオラ・デイヴィス | 日本語吹替 - 上村典子
メンバー
Aチーム
リック・フラッグ大佐
演 - ヨエル・キナマン | 日本語吹替 - 宮内淳士
部隊の指揮官。
ハーリーン・クインゼル / ハーレイ・クイン
演 - マーゴット・ロビー | 日本語吹替 - 東條加那子
ジョージ・"ディーガー"・ハークネス / キャプテン・ブーメラン
演 - ジェイ・コートニー | 日本語吹替 - 江川央生
ブライアン・ダーリン / サヴァント
演 - マイケル・ルーカー | 日本語吹替 - 立木文彦
ガンター・ブラウン / ジャベリン
演 - フルーラ・ボルク | 日本語吹替 - 日野聡
リチャード・"ディック"・ハークネス / ブラックガード
演 - ピート・デイヴィッドソン | 日本語吹替 - 武内駿輔
モンガル
演 - メイリン・ン | 日本語吹替 - 原田萌
コリー・ピッツナー / T.D.K.
演 - ネイサン・フィリオン | 日本語吹替 - 加藤亮夫
Bチーム
ロバート・デュボア / ブラッドスポート
演 - イドリス・エルバ | 日本語吹替 - 山寺宏一
クレオ・カゾ / ラットキャッチャー2
演 - ダニエラ・メルシオール | 日本語吹替 - 悠木碧
クリストファー・スミス / ピースメイカー
演 - ジョン・シナ | 日本語吹替 - 大塚明夫
アブナー・クリル / ポルカドットマン
演 - デヴィッド・ダストマルチャン | 日本語吹替 - 宮野真守
ナナウエ / キング・シャーク
声 - シルヴェスター・スタローン、演 - スティーヴ・エイジー | 日本語吹替 - 玄田哲章
ジョン・モンロー / ウィーゼル
演 - ショーン・ガン

## ドラマ
『ARROW/アロー』 (2018年)
メンバー
フロイド・ロートン / デッドショット
演 - マイケル・ロウ
ベン・ターナー / ブロンズタイガー
演 - マイケル・ジェイ・ホワイト
マーク・シェイファー / シュラプネル
演 - ショーン・メイハー
キャリー・カッター / キューピッド
演 - エイミー・ガメニック
ディガー・ハークネス / キャプテン・ブーメラン
演 - ニック・E・タラベイ
チャイナ・ホワイト
演 - ケリー・ヒュー

## アニメ
『ジャスティス・リーグ・アンリミテッド』 (2001年-2006年)
メンバー
デッドショット
声 - マイケル・ローゼンバウム
キャプテン・ブーメラン
声 - ドナル・ギブソン
プラスティーク
クロック・キング
『バットマン:アサルト・オン・アーカム』 (2014年)
メンバー
デッドショット
声 - ニール・マクドノー
ハーレイ・クイン
声 - ヒンデン・ウォルチ
キャプテン・ブーメラン
声 - グレッグ・エリス
ブラックスパイダー
声 - ジャンカルロ・エスポジート
キング・シャーク
声 - ジョン・ディマジオ
キラーフロスト
声 - ジェニファー・ヘイル
KGビースト
声 - ノーラン・ノース
『スーサイド・スクワッド:ヘル・トゥ・ペイ』 (2018年)
メンバー
フロイド・ロートン / デッドショット
声 - クリスチャン・スレーター
ハーリン・クインゼル / ハーレイ・クイン
声 - タラストロング
ジョージ・ハークネス / キャプテン・ブーメラン
声 - リアム・マッキンタイア
ベン・ターナー / ブロンズタイガー
声 - ビリー・ブラウン
クリスタル・フロスト / キラーフロスト
声 - クリスチャン・バウアー・ファン・ストラテン
サメール・パーク / コッパーヘッド
声 - ギデオン・エメリー
『異世界スーサイド・スクワッド』 (2024年)
メンバー
ハーレイ・クイン
声 - 永瀬アンナ
デッドショット
声 -  山口令悟
ピースメイカー
声 - 子安武人
クレイフェイス
声 - 福山潤
キング・シャーク
声 - 木村昴
リック・フラッグ
声 - 八代拓
カタナ
声 - 安済知佳

## ゲーム

### 格闘ゲーム
『インジャスティス・モバイル』 (2013年)
2013年に発売された対戦型格闘ゲームのモバイル版。プラットフォームはiOS・Android。
デッドショットとハーレイ・クインがプレイアブルキャラクターとして登場している。
「Suicide Squad - Injustice Mobile」 - YouTube
『インジャスティス2』 (2017年)
2017年に発売された対戦型格闘ゲーム。プラットフォームはPS4・Xbox One・iOS・Android。
デッドショット、ハーレイ・クイン、エンチャントレスがプレイアブルキャラクターとして登場している。
「Official Harley and Deadshot Trailer - Injustice 2」 - YouTube
「Injustice 2 - Introducing Enchantress!」 - YouTube

### その他
『スーサイド・スクワッド：特殊作戦部隊』 (2016年)
2016年に公開された映画版の設定を元にしたiOS・Androidで配信されているアプリゲーム。
「Suicide Squad - Official Special Ops Game Trailer」 - YouTube
『スーサイド・スクワッド キル・ザ・ジャスティス・リーグ』（2024年）
メンバー
- プレイアブルキャラクター

フロイド・ロートン / デッドショット
ハーリーン・クインゼル / ハーレイ・クイン
ジョージ・"ディガー"・ハークネス / キャプテン・ブーメラン
ナナウエ / キング・シャーク
ジョーカー
ビクトリア・フライアス / ミセス・フリーズ
- サポート・スクワッド

オズワルド・コブルポッド / ペンギン
マイクロン・オージェネウス / ギズモ
ヒロ・オカムラ / トイマン
パメラ・アイズリー / ポイズン・アイビー